# Kabachnik-Fields-reactie
De Kabachnik-Fields-reactie is een organische reactie waarbij een aldehyde (soms een keton), een amine en een alkylester van fosforigzuur tot een α-aminofosfonaat worden omgezet:
α-aminofosfonaten zijn belangrijke synthetische analoga van α-aminozuren. De reactie werd in 1952 door Martin Izrailevich Kabachnik en Ellis K. Fields onafhankelijk van elkaar ontdekt.
De eerste stap in de reactie is de vorming van een imine, gevolgd door een additiereactie van het fosfonaat aan de dubbele koolstof-stikstofbinding (Pudovik-reactie).